# Crocodiles (Echo & the Bunnymen)
Crocodiles è il primo album del gruppo musicale inglese Echo & the Bunnymen, pubblicato nel 1980 dalla Zoo Music/Warner Bros. Music..

## Tracce
Testi e musiche degli Echo & the Bunnymen.
Lato 1
1. Going Up – 3:57
2. Stars Are Stars – 2:45
3. Pride – 2:41
4. Monkeys – 2:49
5. Crocodiles – 2:38

Lato 2
1. Rescue – 4:26
2. Villiers Terrace – 2:44
3. Pictures on My Wall – 2:52
4. All That Jazz – 2:43
5. Happy Death Men – 4:56

## Formazione
- Ian McCulloch - voce, chitarra ritmica
- Will Sergeant - chitarra
- Les Pattinson - basso
- Pete de Freitas - batteria

### Altri musicisti
- David Balfe - tastiere